# 落合ジャンクション
落合ジャンクション（おちあいジャンクション）は、岡山県真庭市中河内および上河内にある中国自動車道と米子自動車道を結ぶジャンクションである。

## 接続する道路
- E2A 中国自動車道（15番）
- E73 米子自動車道（15番）

## 隣
E2A 中国自動車道
(14) 院庄IC/BS - 久米BS - 美作追分PA/BS - (15) 落合JCT - (16) 落合IC/BS
E73 米子自動車道
(15) 落合JCT - (1) 久世IC/BS